# James Martin Hayes
James Martin Hayes, né le 27 mai 1924 à Halifax en Nouvelle-Écosse et décédé le 2 août 2016, était un prélat catholique canadien. Il a été ordonné évêque en 1965. Il a été l'archevêque de l'archidiocèse de Halifax de 1967 à 1990.

## Biographie
James Martin Hayes est né le 27 mai 1924 à Halifax en Nouvelle-Écosse au Canada. Le 15 juin 1947, il a été ordonné prêtre pour l'archidiocèse de Halifax.
Le 5 février 1965, il a été nommé évêque auxiliaire de l'archidiocèse de Halifax. Par la même occasion, il a été nommé évêque titulaire de Reperi (de). Il a été consacré évêque le 20 avril suivant. Il a participé au IIe concile œcuménique du Vatican. Le 22 juin 1967, il a succédé à Joseph Gerald Berry en tant qu'archevêque de l'archidiocèse de Halifax. Il se retira de cette fonction le 6 novembre 1990 et continua de servir en tant qu'archevêque émérite de Halifax. Il meurt le 2 août 2016 à l'âge de 92 ans.